# Parafia Podwyższenia Krzyża Świętego w Lidzbarku Warmińskim
Parafia Podwyższenia Krzyża Świętego w Lidzbarku Warmińskim – rzymskokatolicka parafia w Lidzbarku Warminskim, należącym do Archidiecezji Warmińskiej i dekanatu Lidzbark Warmiński. Została utworzona 28 stycznia 1981. Mieści się przy ulicy Wiejskiej.